# Tășnad
Tășnad (Hongaars: Tasnád) is een stad (oraș) in het Roemeense district Satu Mare. De stad telt 8.414 inwoners.

## Geschiedenis
De eerste vermelding van de dan Hongaarse stad dateert uit 1246, in 1456 werd het voor het eerst met stadsrechten genoemd. In 1474 wordt er een burcht gebouwd. Vanaf 1526 maakt het gebied onderdeel uit van het Partium. Het gebied van Hongarije dat wordt bestuurd vanuit het Vorstendom Transsylvanië. In 1568 wordt de stad binnengevallen door de Tartaren en vlucht de bevolking. Na een periode van rust verwoesten in 1658 de Tartaren opnieuw de stad. Vanaf 1707 valt het gebied onder de Habsburgse Kroonlanden. In 1876 wordt het gebied onderdeel van het Koninkrijk Hongarije. In 1918 bezet het Roemeense leger het gebied en middels het Verdrag van Trianon wordt de stad Roemeens. Tussen 1940 en 1944 is het gebied weer korte tijd onderdeel van Hongarije om daarna weer Roemeens te worden.
Onder Roemeens bestuur verandert de bevolkingssamenstelling van een puur Hongaarse stad in een in meerderheid Roemeense stad. Er worden onder het communisme nieuwe wijken gebouwd die met Roemenen worden bevolkt. Tegenwoordig is nog circa 36 procent van de bevolking Hongaar.
Tasnád verschuift in de recente geschiedenis van het Hongaarse comitaat Szilágy naar het Roemeense Sălaj en daarna naar het district Satu Mare (Szatmár).

## Bevolking
Tijdens de volkstelling van 2011 had Tasnad in totaal 8.631 inwoners. Hiervan waren er 4.269 Roemenen (49%) en 3.003 Hongaren (35%). Het aantal personen dat niet opgaf tot welke nationaliteit hij/zij behoorde was 326. Verder woonden er in 2011 in totaal 952 Roma (11%).
In de gemeente verklaarde 45,1% van de bevolking dat het Hongaars de moedertaal was. 
| \| Jaar \| Totaal \| Roemenen \| Roemenen (%) \| Hongaren \| Hongaren (%) \| \| ---- \| ------ \| -------- \| ------------ \| -------- \| ------------ \| \| 1977 \| 9.934 \| 5.148 \| 52% \| 4.414 \| 44,4% \| \| 1992 \| 10.399 \| 5.718 \| 55% \| 4.127 \| 40% \| \| 2002 \| 9.528 \| 5.021 \| 52% \| 3.580 \| 38% \| \| 2011 \| 8.631 \| 4.269 \| 51% \| 3.003 \| 36% \| |        |          |              |          |              |
| Jaar | Totaal | Roemenen | Roemenen (%) | Hongaren | Hongaren (%) |
| 1977 | 9.934  | 5.148    | 52%          | 4.414    | 44,4%        |
| 1992 | 10.399 | 5.718    | 55%          | 4.127    | 40%          |
| 2002 | 9.528  | 5.021    | 52%          | 3.580    | 38%          |
| 2011 | 8.631  | 4.269    | 51%          | 3.003    | 36%          |

Steden met gemeentestatus: Satu Mare · Carei

Steden zonder gemeentestatus: Ardud · Negrești-Oaș · Tășnad · Livada

Gemeenten: Acâș · Andrid · Apa · Bătarci · Beltiug · Berveni · Bixad · Bârsău · Bogdand · Botiz · Călinești-Oaș · Cămărzana · Cămin · Căpleni · Căuaș · Cehal · Certeze · Craidorolț · Crucișor · Culciu · Doba · Dorolț · Foieni · Gherța Mică · Halmeu · Hodod · Homoroade · Lazuri · Medieșu Aurit · Micula · Moftin · Odoreu · Orașu Nou · Păulești · Petrești · Pir · Pișcolt · Pomi · Sanislău · Santău · Săcășeni · Săuca · Socond · Supur · Tarna Mare · Terebești · Tiream · Târșolț · Turț · Turulung · Urziceni · Valea Vinului · Vama · Vetiș · Viile Satu Mare